# Stefan Dembicki
Stefan Dembicki, dit Stanis, né le 15 juillet 1913 à Marten (Allemagne) et mort le 23 septembre 1985, est un joueur de football français, d'origine polonaise.
Joueur fidèle au RC Lens, il est connu pour avoir inscrit seize buts lors d'une seule rencontre de Coupe de France en 1942, un record dans l'histoire du football professionnel.

## Biographie
Stefan Dembicki naît dans un quartier de Dortmund en Allemagne de parents polonais. Son père, mineur, s'installe plus tard dans le nord de la France. Joueur trapu - il mesure 1,72 m pour 80 kg - mais véloce, Stefan Dembicki fait ses débuts au Kurger de Harnes, près de Lens. Il signe en 1934 au RC Lens, qui vient d'opter pour le professionnalisme et d'intégrer la 2e division. Dembicki brille particulièrement par la puissance de ses tirs. Il intègre l'équipe première en 1936, à 23 ans, alors qu'il vient d'être naturalisé français. Cette naturalisation lui permettra d'être sélectionné en équipe du Nord, en équipe de France militaire et en équipe de France B.
En 1937, le club intègre la Division 1. Dembicki inscrit 12 buts pour sa première saison dans l'élite, puis 14 buts en 28 matchs l'année suivante. Alors que la Seconde Guerre mondiale éclate et que les compétitions s'interrompent, il est enrôlé dans l'armée française mais emprisonné en 1940. Son employeur, les Houillères du Bassin du Nord et du Pas-de-Calais, obtient en 1942 sa libération - ainsi que celles de nombreux autres salariés - au nom de l'effort de guerre.
Redevenu footballeur au RC Lens, il brille dès son retour en Coupe de France. Il marque notamment en finale de la zone occupée face à l'OIC lillois (3-1 ap.) puis lors du match d'appui de la « finale interzones » face au Red Star Olympique. Les Lensois s'y inclinent (1-1, puis 2-5). Lors de la saison 1942-1943, il inscrit 43 buts en 30 matchs en Division 1 « Zone Nord », un championnat que son équipe remporte. C'est lors de cette saison, le 11 décembre 1942, qu'il réalise l'exploit d'inscrire seize buts en 1/16es de finale de la Coupe de France face aux amateurs d'Auby-Asturies, un club situé à Douai. Les Lensois l'emportent 32-0. Il reste a minima le détenteur du record du monde du nombre de buts marqués en un seul match dans le football français de « haut niveau ». En son absence, son équipe s'incline finalement en finale interzones face aux Girondins de Bordeaux (1-2).
Lors de la saison 1943-1944, il est intégré comme nombre de ses coéquipiers à l'éphémère équipe fédérale Lens-Artois créée par le régime de Vichy. Il inscrit 41 buts en 29 matchs, ce qui en fait pour la 2e fois le meilleur buteur du championnat. Son équipe remporte le Championnat de France fédéral, malgré un match en moins qui n'est jamais joué.
Après la libération, Stanis poursuit sa carrière professionnelle au RC Lens, tout en travaillant aux Houillères. Il inscrit 18 buts en 1945-1946, puis 15 buts en 21 matchs la saison suivante, conclue par une relégation en D2. Il assure malgré tout deux nouvelles saisons, au cours desquelles il inscrit 13 puis 10 buts. En 1948, son équipe atteint la finale de la Coupe de France. En demi-finale, il marque trois fois face à SR Colmar (5-1). Face au Lille OSC, il égalise deux fois mais ne peut empêcher la défaite des siens (2-3). Il quitte le RC Lens l'année suivante, à 36 ans et blessé, alors que le club a remporté le championnat de D2 et obtenu le retour espéré en D1. Il termine sa carrière sur une dernière pige au RC Arras, dans les divisions amateurs.
Après sa carrière sportive, Stanis poursuit son travail aux Houillères du Bassin du Nord et du Pas-de-Calais comme électricien. Il tient également un bar-tabac dans un coron à proximité du stade Bollaert du RC Lens, qui servira notamment de siège à plusieurs associations de supporteurs.
Il meurt le 23 septembre 1985.
En 2022, le magazine So Foot le classe dans le top 1000 des meilleurs joueurs du championnat de France, à la 217e place.

## Statistiques
En compilant les différentes sources, toutes incomplètes en raison de la Seconde Guerre mondiale et de l'absence de statistiques officielles des championnats « de guerre » de cette période, « Stanis » Dembicki apparaît avoir marqué au moins 273 buts en 310 matchs de championnat et de Coupe de France, dont 225 buts et 275 matchs sous les couleurs du RC Lens. En dehors du championnat de Guerre, Stanis a scoré 183 fois en faveur du RC Lens au cours de ses 240 apparitions en Sang et Or (D1, D2 et Coupe de France). 

| Saison                | Club                  | Championnat           | Championnat | Championnat | Coupe(s) nationale(s) | Coupe(s) nationale(s) | Total | Total |
| Saison                | Club                  | Division              | M.          | B.          | M.                    | B.                    | M.    | B.    |
| 1936/1937             | RC Lens               | D2                    | 31          | 22          | 4                     | 11                    | 35    | 33    |
| 1937/1938             | RC Lens               | D1                    | 28          | 12          | 1                     | 0                     | 29    | 12    |
| 1938/1939             | RC Lens               | D1                    | 28          | 14          | 2                     | 1                     | 30    | 15    |
| 1939/1940             | RC Lens               | D1-ZN                 | -           | -           | 4                     | 2                     | 4     | 2     |
| 1940/1941             | RC Lens               | D1-ZI                 | -           | -           | 1                     | 0                     | 1+    | 0+    |
| 1941/1942             | RC Lens               | D1-ZI                 | -           | -           | 8                     | 19                    | 8+    | 19+   |
| 1942/1943             | RC Lens               | D1-ZN                 | 30          | 43          | 7                     | 23                    | 37    | 66    |
| Sous-total            | Sous-total            | Sous-total            | 118+        | 96+         | 29                    | 54                    | 147+  | 150+  |
| 1943/1944             | ÉF Lens-Artois        | D1-F                  | 29          | 41          | 6                     | 7                     | 35    | 48    |
| Sous-total            | Sous-total            | Sous-total            | 29          | 41          | 6                     | 7                     | 35    | 48    |
| 1944/1945             | RC Lens               | D1                    | -           | -           | 4                     | 10                    | ?+    | 10+   |
| 1945/1946             | RC Lens               | D1                    | 32          | 18          | 2                     | 2                     | 34    | 20    |
| 1946/1947             | RC Lens               | D1                    | 21          | 15          | 2                     | 1                     | 23    | 16    |
| 1947/1948             | RC Lens               | D2                    | 32          | 13          | 6                     | 6                     | 38    | 19    |
| 1948/1949             | RC Lens               | D2                    | 28          | 10          | 1                     | 0                     | 29+   | 10    |
| Sous-total            | Sous-total            | Sous-total            | 113+        | 56+         | 15                    | 19                    | 128+  | 75    |
| Total sur la carrière | Total sur la carrière | Total sur la carrière | 260+        | 193+        | 50                    | 80                    | 310+  | 273+  |

## Palmarès
- Finaliste de la Coupe de France en 1948 avec le RC Lens
- Vainqueur du Championnat de France de D2 en 1937 et 1949 avec le RC Lens
- Vainqueur du championnat de guerre Zone Interdite en 1941 et 1942.
- Vainqueur du championnat de guerre Zone Nord en 1943.
- Vainqueur de la Coupe des Blasons 1943 avec les Flandres.
- Sélectionné en équipe de France C et militaire.
- Sélection des polonais de France en 1935.
- Sélection Nord.